# دار الشيخ (الحد)

تعديل مصدري - تعديل

دار الشيخ هي إحدى قرى عزلة الحد بمديرية الحد التابعة لمحافظة لحج، بلغ تعداد سكانها 98 نسمة حسب تعداد اليمن لعام 2004.